# Impatiens wibkeae
Impatiens wibkeae är en balsaminväxtart som beskrevs av Fischer och Raheliv. Impatiens wibkeae ingår i släktet balsaminer, och familjen balsaminväxter. Inga underarter finns listade i Catalogue of Life.